# Roger Couard

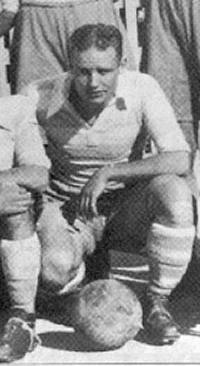
Couard als Spieler

Roger Couard (* 25. August 1912 in El Achir, Algerien; † 31. März 1999) war ein französischer Fußballspieler.

## Karriere
Der 175 Zentimeter große Stürmer Couard wuchs im französisch besetzten Algerien auf; sein Bruder Raymond Couard ergriff später ebenfalls den Beruf des Fußballspielers. Um seinen Schulabschluss zu erwerben, ging er in die Stadt Algier und begann bei der Mannschaft seines Gymnasiums mit dem Fußballspielen. Zugleich lernte er Albert Camus kennen, der zu einem guten Freund seiner Familie wurde. Von 1931 an lief Couard für den Verein Racing Universitaire in derselben Stadt auf; damit gehörte er einem überregional erfolgreichen Team an, das nicht nur mehrfach die algerische Meisterschaft holte, sondern 1935 auch Nordafrikameister wurde. Im selben Jahr musste der Fußballer, der als Student zudem einen Abschluss in Rechtswissenschaften erworben hatte, seine algerische Heimat verlassen, da er in Frankreich seinen Wehrdienst zu leisten hatte.
Als er 1935 nach Frankreich kam, wurde er vom Erstligisten Racing Paris unter Vertrag genommen und schaffte somit den Sprung in den Profifußball. Bei Paris war er als Torjäger gesetzt und rechtfertigte dies mit 23 Toren in 22 Spielen seiner ersten Saison. Neben einem dritten Platz auf der Liste der Torschützen erreichte er den Gewinn des französischen Meistertitels 1936. Darüber hinaus hatte seine Mannschaft den Einzug ins nationale Pokalfinale 1936 geschafft; im Endspiel gegen den FCO Charleville erzielte Couard den einzigen Treffer und sicherte seinem Klub damit das Double aus Meisterschaft und Pokalsieg. Im Anschluss daran folgten zwei Spielzeiten, in denen er mit 22 bzw. 13 Toren zwar weiterhin relativ erfolgreich vor dem Tor war, doch konnte er mit der Mannschaft nicht an die vorherigen Erfolge anknüpfen. Daneben hatte er in dieser Phase seiner Laufbahn mit einer Knieverletzung zu kämpfen, die ihn zwischenzeitlich vom Fußballspielen abhielt.
1938 wechselte er zum Erstligakonkurrenten Le Havre AC. Trotz eines Stammplatzes konnte er bei den Nordfranzosen seine Torgefährlichkeit nicht wiederfinden und kam nicht über fünf Treffer hinaus. Der Beginn des Zweiten Weltkriegs im Jahr 1939 sorgte für eine Unterbrechung des Spielbetriebs; Couards Laufbahn als Profi war damit nach 105 Erstligapartien mit 63 Toren beendet. Nach dem Krieg kehrte er nach Algerien zurück.